# Palais des Mirages
Le Palais des Mirages est une attraction créée par Eugène Hénard sous le nom de « Palais des illusions » à l'occasion de l'exposition universelle de 1900 et qui fut présentée au Champ-de-Mars jusqu'en juillet 1903. Remontée en 1905 au Grand Palais à l'occasion du salon de l'immobilier, elle fut rachetée par le musée Grévin, qui l'exploita à partir de 1908 sous son nom actuel. Trois décors sont présentés : un temple hindou, une jungle et un palais arabe.
Le Palais des Mirages a été complètement rénové au printemps 2006 sous le parrainage d'Arturo Brachetti. Malgré son nom, il ne s'agit en aucun cas de mirages, mais plutôt d'un kaléidoscope géant. L'attraction se base sur des effets de perspectives et de réflexions sur des miroirs pour agrandir l'espace et transporter le visiteur dans différents environnements.
En 2018, c'est à l’artiste Krysle Lip, auteur, compositeur, interprète et designer qu’ont été confiées la direction artistique,transformation esthétique et la conception du nouveau show son et lumieres du Palais des Mirages.